# 津上退助
津上 退助（つがみ たいすけ、1893年9月10日 - 1974年7月4日）は、日本の技術者で実業家。津上製作所（現・ツガミ）創業者。

## 経歴
糸島郡役所の役人であった津上嶮路の二男として、福岡県糸島郡北崎村宮ノ浦（現・福岡市西区宮浦）に生まれる。津上家は代々、「五ヶ浦廻船」と呼ばれた、博多湾西部の能古、浜崎、今津、宮浦、唐泊の廻船業者をまとめる大庄屋格であり、その船団は福岡藩の御用船として、米や材木を積んで遠く函館、酒田、大阪、江戸まで交易をしていた。
津上はもともと軍人志望であり、陸軍幼年学校を受験したが、体格が小さかったため叶わず、福岡県立中学修猷館に入学する。その後、三井工業学校を卒業して、炭鉱・鉄工所などに勤務の後、上京して精密機械の研究を始め、1923年6月、東京本所大平町で、機械工業の基礎である長さの原器ゲージブロック（ブロックゲージ）の研究を開始し、ゲージブロックの国産化に成功する。
精密測定機械器具の国産化を目的に、1928年に東京にて津上製作所(後の東洋精機、現・三井精機工業)を設立するも、出資に応じた三井財閥との方針の違いから1936年に退社する。1937年3月、ゲージブロック製造に新潟の県民性が適していると判断して、新潟県長岡市に津上製作所（現・ツガミ）を設立し、さらにこの製造技術をもとに、精密測定機械類を生産した。1939年からは工作機械の製造を始める。これにより、長岡の地に精密機械産業を定着させることに貢献した。
太平洋戦争とともに、軍需工場としても発展したが、日経産業新聞（1993年1月4日付）は、後に明らかになった米国の資料から、日本のあらゆる軍需生産の基礎となる、津上製作所のゲージブロック工場を壊滅させるために、新潟県長岡市が米軍の原爆投下目標の一つとなっていたと記している。
戦後は、工作機械製造禁止令により工作機械の製造中断を余儀なくされたが、ミシンや紡績機の製作などに取り組み苦境を乗り切った。このころ、同社の社外取締役には、同郷の友人でもある東邦生命会長太田清蔵や、岸信介、青木一男などの錚々たる人物が名を連ねており、津上の人脈の広さがうかがえる。